# علي آل مدن
علي محمد آل مدن مواليد 27 أغسطس 1997 في ، السعودية، هو لاعب كرة قدم سعودي يلعب لنادي جرش في الوسط.

## مسيرة اللاعب
لعب في نادي الخليج ونادي الصفا ونادي الثقبة ونادي جرش.